# Лебідь Дмитро Валерійович
Дмитро Валерійович Лебідь (нар. 1986, Абаза, Хакаська автономна область, РРФСР, СРСР) — російський серійний вбивця та ґвалтівник, що проживав в Абакані, Республіки Хакасія. У період з 2012 по 2017 рік скоїв, щонайменше, 15 нападів на молодих жінок, у тому числі щонайменше, 5 вбивств. Працював водієм таксі, діяв в Абакані та на прилеглих територіях Республіки Хакасії та Красноярського краю.

## Життєпис
Дмитро Лебідь народився 1986 року в місті Абаза Республіки Хакасія. За свідченнями знайомих, у дитинстві був спокійною дитиною. Після переїзду його сім'ї до Абакана одружився, у нього з дружиною народилися діти. За свідченням дружини Дмитра Лебедя, з його боку проявлялися випадки домашнього насильства: якось він почав її душити.
Друге вбивство було скоєно в ніч із 13 на 14 жовтня 2012 року. Дмитро Лебідь як таксист підібрав біля одного з абаканських кафе 20-річну пасажирку, яку потім задушив. Тіло втопив у дренажному каналі. За це вбивство Лебідь був додатково засуджений у жовтні 2022 року.
5 та 12 червня 2015 року Дмитро Лебідь скоїв ще два вбивства молодих жінок.
Останнє вбивство сталося в ніч із 1 на 2 вересня 2017 року. Двадцятичотирирічну дівчину Лебідь підібрав уночі на автобусній зупинці, згодом зґвалтував та задушив. Тіло відвіз до Мінусінського району Красноярського краю та викинув у районі Мінусінської ТЕЦ. Злочинець був виявлений завдяки роботі системи ГЛОНАСС, через яку відстежувалися пересування автомобіля таксі, що використовувався Лебедєм.
У квітні 2019 року Дмитро Лебідь був засуджений до довічного позбавлення волі.

## У масовій культурі
За мотивами історії Дмитра Лебедя знято детективний серіал «Мерзла земля», що вийшов у прокат 7 квітня 2023 року на онлайн-платформах Wink та Кінопошук. Прототипом головної героїні серіалу стала жінка, з якою Лебідь перебував у стосунках останніми роками перед арештом. Однак в інтерв'ю після виходу серіалу вона розповіла, що головна героїня на неї не схожа ні зовні, ні характером.